# Вторгнення (фільм, 2019)
Вторгнення (рос. «Вторжение») — російський повнометражний фільм 2019 року режисера Федора Бондарчука. Є  сиквелом фільму «Тяжіння» (2017).

## Сюжет
Дія відбувається через два роки після подій першого фільму. У космосі закінчується розгортання супутникового угруповання, призначеного для попередження інопланетного вторгнення.
Незабаром після цього на орбіту Землі прибуває "Сол", який випускає невелику капсулу у бік планети. Успішно пройшовши супутникову мережу, капсула приводиться в акваторії Балтійського моря біля узбережжя Фінляндії. Момент приводнення спостерігає екіпаж фінського рибальського траулера.
Через чотири місяці Юлія Лебедєва робить пробіжку в парку, і в якийсь момент її собака втікає. Пізніше вже в університеті її заспокоює колишній однокласник «Гугл», з яким вона навчається на одному курсі. Він вирішує зізнатися Юлії у почуттях, але остання, з міркувань безпеки, відкидає його. Після занять Юлю забирає її батько, Валентин Лебедєв, за два роки підвищений до генерал-лейтенанта. По дорозі він підвозить «Гугла» до його місця роботи, в «Ростелеком», і везе дочку до Підмосков'я, до засекреченого дослідницького комплексу Міністерства оборони.Там він жартома пропонує влаштувати дочці втечу, навіть розписавши план дій, але Юля вмовляє батька дати їй боротися.
У цьому комплексі проводяться безуспішні дослідження інопланетних технологій, забутих на Землі, зокрема одного з екзоскелетів, у спробах створити нові зразки озброєння для російської армії. Юлія, оскільки вона єдина, хто спілкувався з прибульцем, стає об'єктом досліджень через те, що у неї з'являються незвичайні здібності з управління потоками води.
Під час чергового досвіду вчені зауважують, що потоки води басейну, в якому лежить Юля, реагують на її емоції, і вирішуються на радикальний крок: наводять її колишнього коханого Артема. Побачивши Артема, Юля впадає в паніку, що змушує воду в басейні сколихнутися як у гейзері, обладнання починає божеволіти, а по комплексу прокочується сейсмічна хвиля. Лебедєв припиняє досвід і на прохання самої Юлі дає їй день відгулу, але посилає за нею одного зі своїх підлеглих, Ваню, для стеження.
Юлія напивається в барі і трохи знайомиться зі своїм спостерігачем Ванею, який через роботу за нею ніяк не може приділити час дружині та восьмирічному синові і розповідає їй про попередню людину, що охороняється. У цей момент з'являється Хекон і намагається відвести Юлю. Сама Юлія спочатку вважає його появу наслідком неабиякої дози алкоголю, але незабаром переконується в реальності того, що відбувається. Не знаючи особистість Хекона, Ваня вступає з ним у бій і намагається задушити його, але Ваню приголомшує Юля, після чого вони з Хеконом тікають.За допомогою Юлиного телефону він дає своєму кораблю - "Солу" - команду захопити керування найближчим автомобілем, на якому вони після довгої погоні відриваються від переслідування, відбувшись простріленим колесом. Однак через це Ваня ледь не розбивається, але «Сол», розрахувавши загрозу життю, перехоплює керування іншою машиною, оснащеною подушкою безпеки на капоті, і спрямовує її на нього.
Тим часом Валентину Лебедєву повідомляють про те, що сталося, і він наказує евакуювати весь комплекс і перевезти обладнання до штаб-квартири Міністерства оборони.
Хекон привозить Юлю у свій сільський будиночок, де знаходиться пес Юлії, що втік, а сам він розповідає про події в ході своєї відсутності: після пробудження наприкінці першого фільму він зважився порушити протокол і не полетів додому, залишившись на орбіті Землі. У космосі він провів лише один тиждень (але за земними мірками пройшло майже 2 роки), але коли до нього дійшла інформація про досліди над Юлею, він у портативній капсулі-глайдері вилетів на Землю.
На момент возз'єднання з Юлею він прожив на Землі вже чотири місяці, знайшов роботу, купив і облаштував будинок і навіть спорудив домашній город. Юля захоплюється будинком і радіє возз'єднанню, після чого вони проводять першу спільну ніч. Тим часом у космосі якийсь більший корабель поглинає у собі «Сол» та його дані про Землю.
Вранці за сніданком Хекон зізнається, що хоче забрати Юлю з собою, оскільки її перебування Землі стало небезпечним. Сама Юля пропонує просто залишитися в селі та жити разом, після чого по відео дзвонить батькові та каже йому, що любить його. Тим не менш, Лебедєв велить відстежити дзвінок і надіслати за Юлею і Хеконом спецназ. Вони швидко знаходять пару. Лебедєв наказує не стріляти, але ворожий корабель перехоплює радіопереговори та змінює команди на раціях бійців з «не відкривати вогонь» на «вогонь на поразку», а також глушить його телефон.Валентин змушений взяти машину, що призначалася для конвоювання Артема, і разом із Ванею, мчать до того села. Відбившись від спецназівців, Хекон і Юля терміново біжать до капсули, проте Юля отримує в польоті кульове поранення трохи нижче за плече. Капсулу збивають із установки С-400, і вона падає до Москви-річки. У цей час невідомий корабель виходить на зв'язок із Хеконом та повідомляє, що Юлія має бути ліквідована. Артем у цей час, улучивши момент, знову надягає екзоскелет Хекона і тікає з-під варти. Тим часом, вертольоти Ка-52, наслідуючи фальшиві накази корабля від імені Лебедєва, намагаються розстріляти капсулу, в результаті її знову підбивають, і вона падає на Москва-сіті.Артем в останній момент рятує героїв від загибелі, збивши один із гелікоптерів.
Викравши машину, герої їдуть у магазин за водою. На шляху Хекон пояснює, що їхній ворог — корабель зі штучним інтелектом на ім'я «Ра», який вважає Юлю галактичною загрозою через її здібності і має намір знищити. Заради цього він бере під контроль усі засоби зв'язку та масової інформації, які використовують у своїй основі цифрові технології.
Майже одразу після розповіді Хекона у ЗМІ та на телебаченні з'являються повідомлення про теракт, нібито вчинений Юлією, і показують «Маніфест Лебедєвої», схожий на запис її дзвінка батькові. Цей репортаж бачить і ведучий, котрий, як з'ясовується, стоїть за монтажним пультом.
Тим часом Лебедєв прибуває до бункеру, де відбувається екстрене засідання Ради Безпеки. Там теж бачать «репортаж», і Лебедєв приходить до висновку, що на інформаційні системи землян здійснено хакерську атаку, і пропонує методи боротьби з тим, що відбувається, — перехід на аналогові та провідні комунікації, у тому числі й використання посильних. Тим часом у друкарні друкують екстрений тираж газети «Комсомольська правда», а справжні телевізійники виходять в ефір через систему екстреного сповіщення населення.
Хекон стає свідком інформаційної атаки «Ра» — той фальсифікує телефонні дзвінки від імені реальних абонентів (навіть якщо ті розмовляють із людиною наживо), у яких наказує спіймати Юлію. Вони ледве встигають поїхати, перш ніж їх намагається зупинити машина ДПС, яка отримала фальшиве сполучення через поліцейську радіостанцію.
Проте одним із невдалих абонентів виявляється Ваня, у чиєму фальшивому дзвінку дружина повідомляє йому, що під час вибуху будівлі, випадково підбитої капсулою Хекона, постраждав їхній син. Хоча в той же час дружина Вані мирно готує вечерю, лаючи сина за те, що той не вчить уроки. Піддавшись страху, Ваня переймається ненавистю до Юлі та ігнорує попередження начальства, зберігши у себе телефон.
У результаті всі троє ховаються вдома у «Гугла». Хекон відносить Юлію у ванну, наповнену чистою водою. Артем перевдягається у випускний костюм «Гугла». Однак, все ще ставлячись до Хекон негативно, він споює його і на пару з «Гуглом» віддає військовим, бажаючи підставити, але Лебедєв не трапляється і просить у Хекон допомоги. На обсерваторії Барнаул вчені з'ясовують місце розташування «Ра» і повідомляють координати в Міноборони через радіотелеграф. Проте постає проблема — для успішного знищення «Ра» необхідно відключити цивільний супутник «Ямал-410», який перебуває під керуванням «Ростелекому». Це завдання бере на себе «Гугл», який фактично захоплює будинок, де сам і працює.Тим часом Хекон спілкується з Артемом і, зрештою не витримавши, побиває його. Ваня за наказом Лебедєва привозить Юлю до штабу і навіть рятує від розлючених громадян, хоча сам їй не довіряє. У результаті Ваня віддає свій пістолет Валентину, показуючи те, що більше не слідуватиме його наказам. Тим часом, використовуючи ракету засекреченої системи, військові знищують «Ра», але трансляція фальшивого запису загроз Юлі продовжується навіть мобільними телефонами. Хекон викликає «Ра», і той повідомляє, що переходить до агресивніших дій, і знову пропонує Хекону повернутися додому.Вцілілий «Ра» починає створювати навколо зони дії водяний купол, усередині якого починається сильна повінь, яка незабаром потопить усіх, хто всередині нього. Іван тим часом наїжджає прямо на стіну купола в процесі її утворення.
Лебедєв відсилає трійцю вертольотом і через систему оповіщення населення закликає людей, які опинилися всередині купола, зберігати спокій і допомагати тим, хто потребує допомоги. Тим часом Хекон повертається і пропонує свій план порятунку: влетіти на капсулі прямо до реакторного двигуна «Ра» і тим самим підірвати його. Знаючи, що місія самогубна (квиток в один кінець), Лебедєв просить навчити його керувати капсулою, але вона налаштована тільки на Хекона і тому вибору немає. Давши йому рацію,Лебедєв направляє інопланетянина до потрібного місця і дорогою розмовляє з ним до душі, давши добро на спільне життя з Юлею. Незабаром вода починає затоплювати базу, і Лебедєв прощається з Хеконом за кілька секунд до того, як його захльостує хвиля.
Вертоліт чіпляється за дроти і втрачає керування, проте Юля та Артем рятуються. Втомившись бути причиною всіх нещасть, Юля сама просить тих, хто вижив, убити її, щоб усе це припинити, але Артем і ще пара розсудливих людей заступаються за неї. Ваня, що вижив, вже збожеволів від горя, намагається застрелити Юлю, відібравши у поліцейського пістолет, але Артем закртває собою Юлю і гине замість неї. Зробити другий постріл Ваня не встигає, оскільки купол повністю заповнився водою.Несподівано Юля освоює повний контроль над своїми силами і з їхньою допомогою піднімає «Ра» високо в повітря, де винищувачі Су-35 приступають до обстрілу ворожого корабля ракетами, а бомбардувальник Ту-160 добиває його авіабомбою. Внаслідок знищення корабля купол випаровується, і майже всі головні герої, включаючи генерала Лебедєва, залишаються живими.
Через якийсь час Юлі влаштовують фіктивні похорони, на які приходять її батько та друзі з університету. Коли всі розходяться, Валентин відходить до могили Артема, що неподалік. Після цього Лебедєв прилітає на Камчатку і востаннє бачиться з дочкою та Хеконом. Той пояснює, що вони полетять туди, де Юлю не шукатимуть, після чого з-під води вилітає «Сол», що відновився.